# Toverud
Toverud är en bebyggelse öster om Skoghall i Hammarö kommun. Från 2015 avgränsade SCB här en småort. Vid SCBs ortsavgränsning 2020 klassades bebyggelsen som en del av tätorten Rud. 